# Henry Ettinghausen
Henry Ettinghausen   (Hampton, 1940) és un catalanòfil i professor emèrit d'estudis hispànics britànic.

## Biografia
Entre el 1951 i el 1957 es va educar a la City of London School. Es va llicenciar, el 1961, en literatura francesa i espanyola en la Universitat d'Oxford, on es va doctorar amb una tesi sobre "Francisco de Quevedo and the Neostoic Movement," dirigida pel catedràtic Peter Russell. El 1962 es va casar a Oxford amb la Mercè de la Cruz i Soler (de casada, Mercè Ettinghausen). Després d'un any ensenyant en la Universitat de Hull, va arribar, el 1965, al Department of Spanish de la de Southampton, primer sota la direcció de Nigel Glendinning i, després, d'Ian Michael. La Mercè Ettinghausen, graduada en estudis europeus i professora de llengua catalana al mateix departament, l'any 2009 va publicar les seves memòries d'infantesa durant la guerra civil i el seu exili a Serrallonga (Vallespir), titulades 'Ombres sota un cel radiant' (Girona, CCG Edicions). El segon volum -'Mitja vida a Anglaterra'- es va publicar a Girona, el 2020. Des del 1983 fins al 2001, Henry Ettinghausen va ser catedràtic d'Estudis Hispànics de la Universitat de Southampton, i actualment n'és professor emèrit, resident a l'Empordà.
Les seves publicacions versen principalment sobre l'obra de Quevedo, les autobiografies de soldats del Segle d'Or (Alonso de Contreras i Diego Duque de Estrada), i la primera premsa hispana i europea, especialment entre els segles XV i XVII. A més, ha publicat articles sobre El Quixot, Francesc Fontanella, Lope de Vega, Torres Villarroel, Luis de León, Eugeni d'Ors i Carles Fontserè.
Havent-li acordat l'estat espanyol l'Encomienda de Isabel la Católica per la seva labor com a hispanista, el 2003 va rebre de la Generalitat de Catalunya la Creu de Sant Jordi per la seva vinculació als estudis de llengua i literatura catalanes a la Gran Bretanya -que el van dur a presidir l'Anglo-Catalan Society entre el 1984 i el 1987- i, singularment, pel suport que prestà al retorn de la documentació confiscada per la dictadura franquista a Catalunya com a membre de la Comissió de la Dignitat. També ha estat vicepresident de la AISO (Asociación Internacional Siglo de Oro), del 1993 al 1996, i president de la SIERS (Sociedad Internacional para el Estudio de las Relaciones de Sucesos), del 2007 al 2013.

## Obres principals
- HOW THE PRESS BEGAN. THE PRE-PERIODICAL PRINTED NEWS IN EARLY MODERN EUROPE. (Janus, Anexo 3, 2015) Digital, free download, 304 pp, 80 ills.
- Francisco de Quevedo and the Neostoic Movement, Oxford Modern Languages and Literature Monographs (Oxford University Press, 1972).
- Diego Duque de Estrada, Octavas rimas a la insigne victoria conseguida por el marqués de Santa Cruz (Exeter UP, 1980).
- Diego Duque de Estrada, Comentarios del desengañado de sí mismo. Vida del mismo autor (Castalia, Madrid, 1983).
- Francisco de Quevedo, Los sueños (Planeta, Barcelona, 1984).
- Prince Charles and the King of Spain's Sister: What the Papers Said, Inaugural Lecture (Southampton, 1985).
- Alonso de Contreras, Discurso de mi vida (Espasa Calpe, Madrid, 1989).
- La Guerra dels Segadors a través de la premsa de l'època, 4 vols (Curial, Barcelona, 1993).
- Noticias del siglo XVII: relaciones de sucesos naturales y sobrenaturales (Puvill, Barcelona, 1995).
- Notícies del segle XVII: La Premsa a Barcelona entre 1612 i 1628 (Arxiu Municipal, Ajuntament de Barcelona, 2000).
- [With Manuel Borrego] Andrés de Almansa y Mendoza, Obra periodística (Castalia, Nueva Biblioteca de Erudición y Crítica, 20, Madrid, 2001).
- [With Didac Ettinghausen] La Vall de la Pera (Girona, Quaderns de la Revista de Girona, 2005).
- Barcelona, un centre mediàtic abans del 1714, Ajuntament de Barcelona, 2009.
- Quevedo neoestoico, Anejos de La Perinola, 21, Pamplona, Ediciones Universidad de Navarra, 2009.
- Cristòfol Despuig, Dialogues. A Catalan Renaissance Colloquy Set in the City of Tortosa, trad. Henry Ettinghausen (Barcelona/Woodbridge, Barcino/Tamesis, 2014).